# Liste des formations géologiques de (101955) Bénou
On trouvera ci-dessous une liste des formations géologiques de (101955) Bénou ayant reçu un nom officiel. Au 26 mars 2020, une regio (région) et 23 saxa (rochers) ont ainsi été baptisés. Le thème utilisé pour ces dénominations est celui des oiseaux mythologiques.
Le système de coordonnées va de 0 à 360 degrés en allant vers l'est.
| Nom               | Type  | Diamètre (km) | Latitude du centre (°) | Longitude du centre (°) | Date d'approbation du nom | Origine du nom |
| ----------------- | ----- | ------------- | ---------------------- | ----------------------- | ------------------------- | -------------- |
| Gargoyle Saxum    | Saxum | 0.02          | 4.59                   | 92.48                   | 31 janvier 2020           | Gargouille     |
| Simurgh Saxum     | Saxum | 0.04          | -25.32                 | 4.05                    | 31 janvier 2020           | Simurgh        |
| Benben Saxum      | Saxum | 0.05          | -45.86                 | 127.59                  | 31 janvier 2020           | Benben         |
| Roc Saxum         | Saxum | 0.1           | -23.46                 | 25.36                   | 31 janvier 2020           | Roc            |
| Muninn Saxum      | Saxum | 0.03          | -29.34                 | 48.68                   | 31 janvier 2020           | Muninn         |
| Amihan Saxum      | Saxum | 0.03          | -17.96                 | 256.51                  | 31 janvier 2020           | Amihan         |
| Ocypete Saxum     | Saxum | 0.01          | 25.09                  | 328.25                  | 31 janvier 2020           | Ocypète        |
| Strix Saxum       | Saxum | 0.01          | 13.4                   | 88.26                   | 31 janvier 2020           | Strix          |
| Aetos Saxum       | Saxum | 0.01          | 3.46                   | 150.36                  | 31 janvier 2020           | Aetos          |
| Tlanuwa Regio     | Regio | 0.3           | -37.86                 | 261.7                   | 31 janvier 2020           | Tlanuwa        |
| Huginn Saxum      | Saxum | 0.05          | -29.77                 | 43.25                   | 31 janvier 2020           | Huginn         |
| Pouakai Saxum     | Saxum | 0.01          | -40.45                 | 166.75                  | 11 février 2020           | Pouakai        |
| Celaeno Saxum     | Saxum | 0.01          | 18.42                  | 335.23                  | 26 mars 2020              | Celaeno        |
| Kongamato Saxum   | Saxum | 0.02          | 5.03                   | 66.31                   | 26 mars 2020              | Kongamato      |
| Thorondor Saxum   | Saxum | 0.06          | -47.94                 | 45.1                    | 26 mars 2020              | Thorondor      |
| Dodo Saxum        | Saxum | 0.03          | -32.68                 | 64.42                   | 26 mars 2020              | Dodo           |
| Odette Saxum      | Saxum | 0.02          | -44.86                 | 291.08                  | 26 mars 2020              | Odette         |
| Ciinkwia Saxum    | Saxum | 0.02          | -4.97                  | 249.47                  | 26 mars 2020              | Ciinkwia       |
| Gullinkambi Saxum | Saxum | 0.03          | 18.53                  | 17.96                   | 26 mars 2020              | Gullinkambi    |
| Aellopus Saxum    | Saxum | 0.01          | 25.44                  | 335.67                  | 26 mars 2020              | Aellopus       |
| Odile Saxum       | Saxum | 0.03          | -42.74                 | 294.08                  | 26 mars 2020              | Odile          |
| Camulatz Saxum    | Saxum | 0.02          | -10.26                 | 259.65                  | 26 mars 2020              | Camulatz       |
| Boobrie Saxum     | Saxum | 0.03          | 48.08                  | 214.28                  | 26 mars 2020              | Boobrie        |
| Gamayun Saxum     | Saxum | 0.02          | 9.86                   | 105.45                  | 26 mars 2020              | Gamaïoun       |